# Coalition noire-orange
En Autriche, une coalition noire-orange (Schwarz-Orange Koalition) est une coalition gouvernementale rassemblant le Parti populaire autrichien (ÖVP, dont la couleur est le noir) et l'Alliance pour l'avenir de l'Autriche (BZÖ, dont la couleur est l'orange).
Ce type de coalition a vu le jour à la suite de la scission en 2005 des trois ministres et d'une partie des députés fédéraux du Parti autrichien de la liberté (FPÖ), alors en coalition avec l'ÖVP, et de la création de la BZÖ par l'ancien chef de file du FPÖ, le gouverneur de Carinthie Jörg Haider.
Elle fut la seule coalition créée alors qu'un des deux partis la composant ne s'était jamais présenté aux élections.

## Au niveau fédéral
- 2005-2007, avec le gouvernement de Wolfgang Schüssel (ÖVP)

## Au niveau desLänder
- Aucune à ce jour